# Nickeldiarsenid
Nickeldiarsenid ist eine anorganische chemische Verbindung des Nickels aus der Gruppe der Arsenide.

## Vorkommen
Nickeldiarsenid kommt natürlich in Form der Minerale Rammelsbergit, Pararammelsbergit, Krutovit und Chloanthit vor.

## Gewinnung und Darstellung
Nickeldiarsenid kann durch Reaktion von Nickel mit Arsen gewonnen werden.

## Eigenschaften
Nickeldiarsenid ist ein schwarzer geruchloser Feststoff, der praktisch unlöslich in Wasser ist. Er besitzt eine orthorhombische Kristallstruktur mit der Raumgruppe Pbca (Raumgruppen-Nr. 61).